# De proef op de som
De proef op de som is een hoorspel van Rodney Wingfield. A Test to Destruction werd op 15 juli 1970 door de BBC uitgezonden. De Süddeutscher Rundfunk zond het hoorspel in 1971 uit onder de titel MPX 32 - Härtetest. De vertaling en bewerking was van Anne Ivitch, de regisseur was Hein Boele. Het hoorspel duurde 48 minuten. "De Proef op de som" kan ook verwijzen naar een reclamereeks van Belgacom, een Belgische internet- digitale televisie- en telefoonprovider.

## Rolbezetting
- Paul Deen (John Somersham)
- Willy Brill (Gwen, zijn vrouw)
- Tonny Foletta & Hans Veerman (Collins & Garwood)
- Jan Verkoren (een agent)
- Frans Vasen (een portier)
- Joke Hagelen (Shirley)
- Jan Borkus & Bob Verstraete (Price & Hamilton)
- Martin Simonis (Archer)
- Frans Somers (Brown)
- Huib Orizand (Bishop)
- Willy Ruys (Maxwell)

## Inhoud
Kidnapping en geheime onderzoeksgegevens staan in het middelpunt van dit verhaal. Op een nacht verschijnen bij Mr. Somersham twee mannen, zogenaamd rechercheurs die dan echter niet van de politie blijken te zijn. Ze hebben Somershams zevenjarige zoon ontvoerd en verlangen als "losgeld" fotokopieën van streng geheime onderzoeksdocumenten, waartoe Somersham als veiligheidsofficier toegang heeft. In het onderzoekscentrum wordt Somersham, achter zijn rug, de Gestapo-chef genoemd en de toon waarop Somersham de eis van de afpersers afwijst, maakt duidelijk dat hij elke onaangenaamheid op de koop toe neemt, als de veiligheidsvoorschriften maar strikt en tot in de kleinste details nageleefd worden. En daar hij de faam van een bekwame, niet omkoopbare, desnoods ook over lijken gaande ambtenaar geniet, zal Somersham binnenkort bevorderd worden. Doch de benarde toestand waarin hij zich bevindt - en de zenuwinstorting van zijn vrouw - hebben dan toch uitwerking, zelfs bij een staalharde man als hij.